# Puente Malan
El puente Malan, también llamado Pul-i-Malan (en darí: پل مالان), es un puente arqueado de dos carriles sobre el río Hari, que conecta el distrito de Injil con el distrito de Guzara, ambos en Afganistán. Fue construido alrededor del año 1110 d. C. El puente se encuentra a 12 km al sur de la ciudad vieja de Herat y río abajo o al oeste de Pul-i Pushtu. Actualmente está formado por 22 arcos y ha sobrevivido a varias inundaciones que han arrasado otros puentes que cruzan el Hari. Tiene 230 m de largo, 8 m de ancho y 10 m de alto.

## Historia
Una leyenda común sobre su creación dice que las míticas princesas Bibi Nur y Bibi Hur construyeron el puente en el año 900 d. C. Eran seguidoras del zoroastrismo. Las hermanas tenían aves de corral, por lo que mezclaron cáscaras de huevo con arcilla y, con mucho esfuerzo, construyeron el puente más fuerte que el acero.
El puente fue construido durante el reinado del sultán selyúcida Ahmad Sanjar en 1110-1112 d. C. El emperador mogol Babur lo incluyó en su visita a la ciudad en 1506. Un turista, Alexander Hamilton escribió que el puente tenía 17 arcos a finales del siglo XIX; el puente tiene actualmente 22. También se informó que el puente estaba descuidado y cayendo en decadencia a fines del siglo XIX. En 1972, parte del puente había sido arrasado y por tanto era intransitable.
Se construyó un puente moderno río arriba en 1961-62 (1340 en el calendario persa). Antes de esa construcción, Pul-i Malan era el único puente que conectaba Herat y Kandahar y se consideraba importante por eso. El puente fue parcialmente destruido durante la guerra afgano-soviética, con dos torres de vigilancia derrumbadas y 5 arcos demolidos. El Comité Danés de Ayuda a los Refugiados Afganos reconstruyó el puente utilizando hormigón y ladrillos horneados, reforzando los cimientos y la calzada en el proceso. El puente se volvió a abrir para cruzar en 1995.